# Ina (Mondkrater)
Ina ist ein sehr kleine Vertiefung auf der Mondvorderseite im Lacus Felicitatis nördlich des Kraters Yangel.
Die namentliche Bezeichnung geht auf eine ursprünglich inoffizielle Bezeichnung auf Blatt 41C3/S1 der Topophotomap-Kartenserie der NASA zurück, die von der IAU 1979 übernommen wurde.

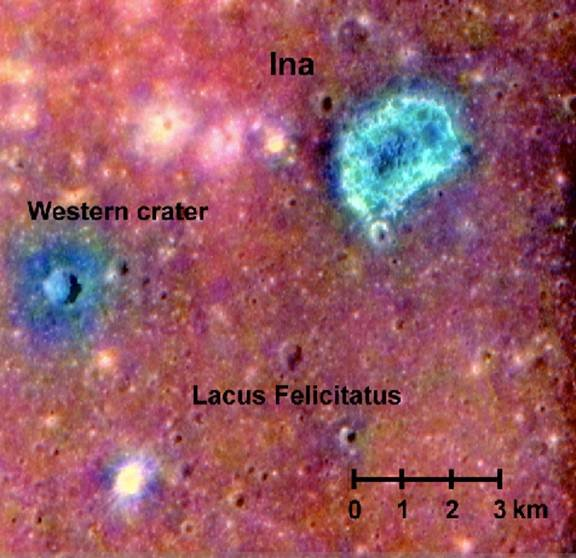
Falschfarbenaufnahme von Ina

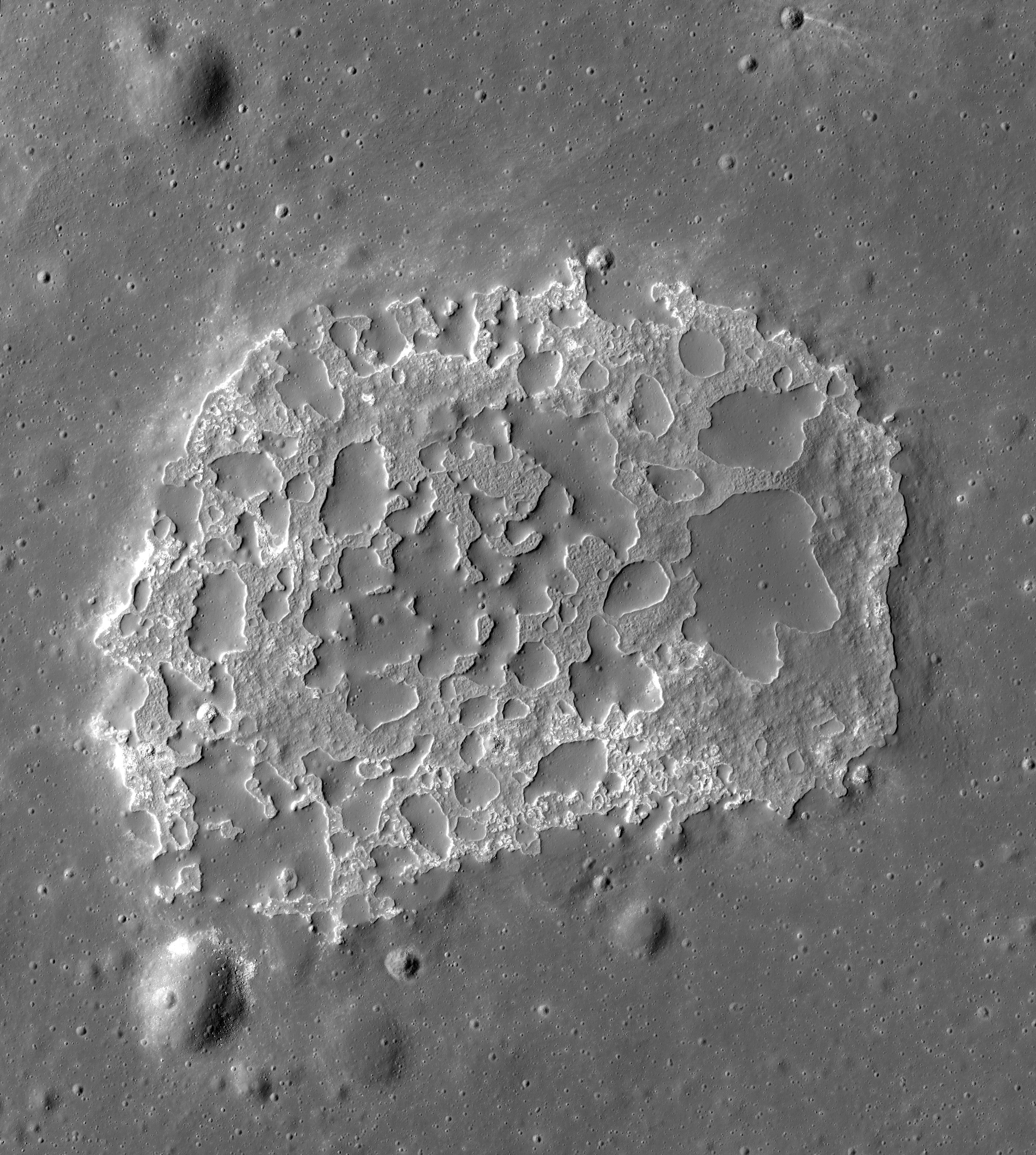
Großaufnahme von Ina

Es wurde die Vermutung geäußert, dass Ina Resultat einer Gasexplosion in den letzten 10 Millionen Jahren sein könnte und somit von Interesse im Zusammenhang mit der Frage, ob der Mond noch geologisch aktiv ist.